# Кам'янецький еялет
48°41′00″ пн. ш. 26°35′00″ сх. д. / 48.68333333° пн. ш. 26.58333333° сх. д.

Подільський еялет

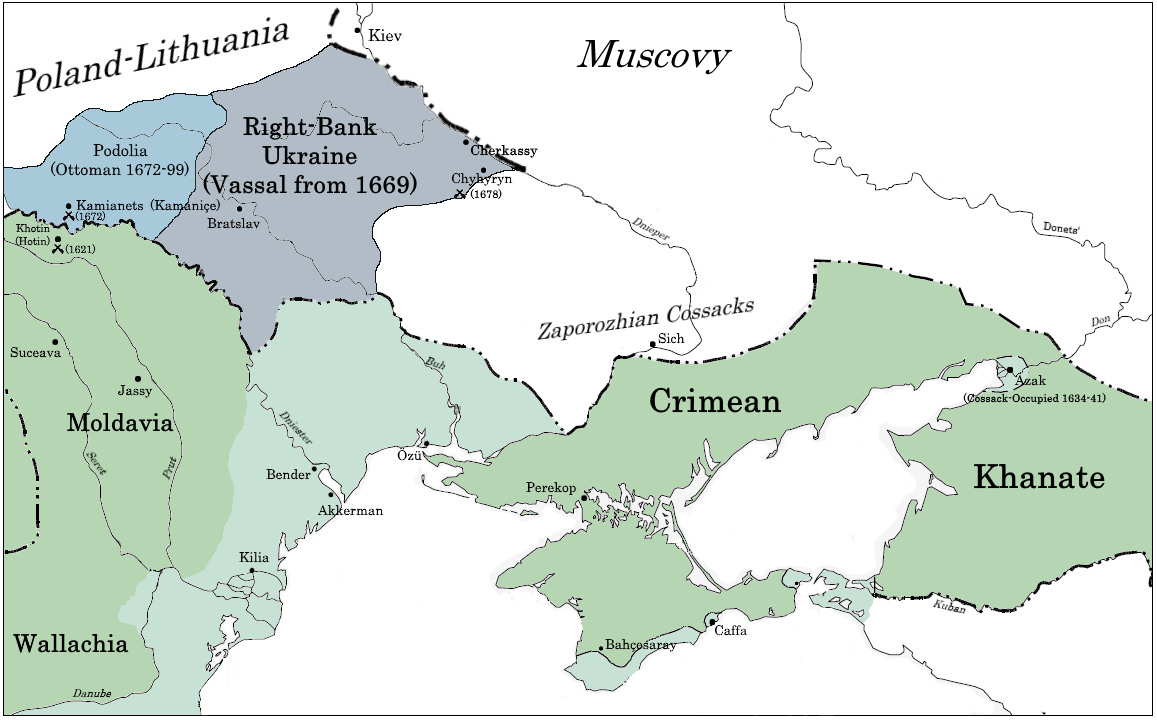
Османські північні території

Кам'янецький еялет, або Подільський еялет  (тур. Podolya Eyaleti,  Kamaniçe Eyaleti) — провінція (еялет) Османської імперії, що існував на території Поділля з 1672 до 1699 року. Також відомий як Кам'янецький (Подільський) пашалик.

## Історія

### Заснування
1669 року Дорошенко отримав від османського султана Мехмеда IV титул бея українського санджаку. На думку історика Наталії Яковенко основою воєнно-політичного союзу стала угода, підписана 18 років тому (у 1651) між Богданом Хмельницьким і османським султаном[6]. За цим старим договором:
- територія Української держави мала охоплювати землі від Перемишля до Путивля
- підтверджувалося право вільного вибору гетьмана, якого обирали довічно;
- українська православна церква зберігала автономію у складі Константинопольського патріархату;
- українське населення звільнялося від сплати податків і данини на користь османської казни;
- на українських землях османи й татари не мали права споруджувати мечеті та брати ясир;
- Османська імперія і Кримське ханство не повинні були укладати мирних договорів з Річчю Посполитою і Московією без згоди гетьмана;
- султанські грамоти, які стосувалися України, мали писати турецькою та українською мовами.

В 1671 році розпочалась війна Османської імперії у союзі з гетьманом Петром Дорошенком проти Речі Посполитої. 2 червня 1672 року з-під Андріанополя вирушив полковник Абдурахман, а 4 червня — сам султан. Переправившись через Дунай (по раніше поставленому понтонному мосту), османська армія пішла на північ вздовж річки Прут.
Після форсування Дунаю до султанської армії приєднались традиційні військові контингенти молдавського та валаського господарів, загальною чисельністю 6 000 вояків; а коли султанська армія була над Дністром, до неї прибули хан Селім Герай з частиною орди — близько 10 000 вояків, та гетьман Петро Дорошенко з 3 000 козаків, які вже провели вдалі кампанії в Україні у липні.
Формально походом керував сам султан Мехмед IV; фактичним керівником був талановитий полководець великий візир Фазіл Ахмед Кепрюлю.
З серпня 1672 року турки почали будувати міст через Дністер біля Жванця. 12 серпня міст було збудовано і турки вступили на територію Речі Посполитої. 14 серпня в околицях Кам'янця заявились перші турецькі загони. 15 серпня, в полудень, під Кам'янець прибув сам великий візир Фазіл Ахмед Кепрюлю і після короткої облоги, 27 серпня 1672 р. місто капітулювало. 28 серпня відбувся акт символічної передачі ключів від міста, а 2 вересня 1672 року султан Мехмед IV  в'їхав на коні до міста через Руську браму. Після молитви в щойно переосвяченому на мечеть Кафедральному костьолі султан призначив колишнього очаківського бейлербея Галіль-пашу губернатором кам'янецької фортеці та новоутвореного вілаєту, давши йому в розпорядження 3000 піхоти та вершників, та велику кількість яничарів.
2 вересня 1672 р. прибув султан Мехмед IV, взяв в облогу Львів та зрештою змусив короля Міхала Вишневецького укласти Бучацький мирний договір, згідно з яким Османська імперія отримала Поділля, частину Галичини, підтвердило протекторат над Правобежною Україною. Річ Посполита зобов'язувалася сплачувати щорічну данину у 22 тисячі злотих.
На захопленому Поділлі було утворено Подільський еялет. За наказом султана кафедральний собор було перетворено на соборну мечеть. Призначався каді (суддя). Засновано було 3 благодійних заклади (вакфи). Засновано 2 школи та 1 медресе.

### Склад
Для керування новою провінцією було утворено 4 санджаки (субпровінції) з центрами у Кам'янці, Барі, Язлівці, Меджибожі.
- Кам'янецький санджак був поділений на 8 нахій з центрами в Кам'янці, Хропотовій, Сатанові, Скалі, Китайгороді, Кривче, Жвані та Могилеві.[4][5]

- Меджибізький санджак утворений у 1678 році.[4] Він був поділений на 4 нахії з центрами у Меджибожі, Плоскирові, Чорному Острові і Константинові.[5]

- Барський санджак був поділений на 4 нахії з центрами у Барі, Деражні, Зінькові і Попівцях.[5]

- Язловецький санджак був поділений на 3 нахії з центрами в Язлівці, Чорткові і Касперівцях.[5]

### Існування
Як очільник еялету призначався паша. Першим був Халіль Кюстенділі-паша. Наказав провести перепис нерухомості (дефтяр).
Для зміцнення свого становища в еялеті за наказом султана сюди було переміщено мусульманські родини, яким було передано майно християнських міщан та шляхти, що втекла з міста. Усе християнське населення було оголошено підданцями (реайя).
Надалі планувалося відновлення людності на Поділлі завдяки залучення нових мусульманських родин. За переписами податкового населення у 1673 та 1681 роках було визначено 7803 осіб. Виходячи з цього можна визначити, що загальна чисельність населення еялету за часу османів становила близько 38 тисяч осіб. Прибуток еялету дорівнювався 4 млн акче, тобто 17 тисяч золотих флоринів.
Кам'янець-Подільський розглядався як одна з найважливіших фортець імперії поряд з Багдадом, Будою, Белградом та Кандією, знаходилася залога з 6 тисяч яничарів.
Увесь час[джерело?] (за іншими даними, більшу частину його території у 1683 році взяли під контроль війська Речі Посполитої) османським військам вдавалося контролювати еялет, навіть під час війни Священної ліги. Лише за результатами Карловицького конгресу у 1699 році Османська імперія повернула Речі Посполитій Поділля та Кам'янець.

## Паші
- Халіль Кюстенділі-паша (1672—1676, 1677—1680)
- Ібрагім Арнаут-паша (1676—1677)
- Ахмед Дефтердар-паша (1680—1682),[8] перейшов з Боснійського еялету (також відомий як Ахмед Фазил-паша, Fazıl Ahmed Pasha)
- Абд-ар-Рахман Арнаут-паша (1682—1684)
- Махмуд Токатлі-паша (1684)
- Мустафа Бозоклу-паша (1685—1686)
- Хусейн Бошнак Сарі-паша (1686—1688)
- Ахмед Еген-паша (1688—1689)
- Мустафа Каґраман-паша (1689—1699)